# Кусимовского Рудника
Кусимовского Рудника (баш. Күсем руднигы) — село в Абзелиловском районе Республики Башкортостан. Входит в Ташбулатовский сельсовет.

## География
Расположено на перешейке между озёрами Банное (Яктыкуль, Маузды) и Сабакты (Чебачье) в 31 км к северу от районного центра села Аскарова, в 215 км к юго-востоку от столицы республики города Уфы и в 30 км к северо-западу от города Магнитогорска.
Через село проходит местная дорога с выходом на региональную автодорогу 80К-026 Стерлитамак — Белорецк — Магнитогорск.
Ближайшая железнодорожная станция Ташбулатово на линии Карламан — Магнитогорск, известной как Башкирский БАМ, находится в 10 км к северо-востоку в деревне Улянды.

## История
Основано в конце 1930‑х гг. в связи с разработкой месторождения марганцевых руд.
Статус села посёлок Кусимовского рудника приобрёл в 2005 году, согласно Закону Республики Башкортостан от 20 июля 2005 года № 211-з «О внесении изменений в административно-территориальное устройство Республики Башкортостан в связи с образованием, объединением, упразднением и изменением статуса населенных пунктов, переносом административных центров».

## Описание
В селе имеется памятник шахтёрам Кусимовского марганцевого рудника, которые работали в годы Великой Отечественной войны и умерли от профессиональных заболеваний. Рудник закрыт в 1957 году.
Озёра Банное (Яктыкуль, Маузды) и Сабакты (Чебачье) — популярная курортно-туристическая территория, включающая горнолыжный центр, санатории, дома отдыха.
В окрестностях села расположен комплекс археологических памятников «Банное».

## Население
| 1968 | 2002 | 2009 | 2010 |
| ---- | ---- | ---- | ---- |
| 1226 | ↘352 | ↘316 | ↗342 |

Историческая численность населения: в 1939—811 чел.; 1959—1296 чел.; 1989—735 чел. (примечание: численность населения в 1939—1994 гг. включает население деревни Зелёная Поляна, в 1960—1994 гг. включает также население деревни Геологоразведка).
Согласно переписи 2002 года, преобладающие национальности: русские (57 %), башкиры (39 %).

## Достопримечательности
Озеро Сабакты.